# Fürstentum Bayreuth
Das Fürstentum Bayreuth, auch Markgraftum Brandenburg-Bayreuth und Markgrafentum Bayreuth, war ein reichsunmittelbares Territorium des Heiligen Römischen Reichs im Fränkischen Reichskreis, das von den fränkischen Nebenlinien des Hauses Hohenzollern regiert wurde. Bis 1604 war die Plassenburg in Kulmbach die Residenz des Fürstentums. Es hieß damals Fürstentum Kulmbach bzw. Markgraftum Brandenburg-Kulmbach. Unter diesem Namen wurde das Fürstentum bis 1806 offiziell in den Reichsmatrikeln geführt. Nachdem Markgraf Christian von Brandenburg-Bayreuth 1604 die Residenz von Kulmbach nach Bayreuth verlegt hatte, wurde das Territorium zunächst als Fürstentum Kulmbach-Bayreuth bezeichnet.

## Geschichte

### Entstehung und erste Jahre
Das Fürstentum Bayreuth entwickelte sich aus dem obergebirgischen Landesteil der Burggrafschaft Nürnberg. Zusammen mit dem untergebirgischen Teil der Burggrafschaft bildete es die fränkischen Stammlande der Hohenzollern.
Nachdem die Hohenzollern 1415/1417 mit Burggraf Friedrich VI. von Nürnberg in den erblichen Besitz der Mark Brandenburg gelangt waren, verwendeten sie ihren neu erworbenen Titel Markgraf auch in ihren bisherigen fränkischen Besitzungen. Mit dem Verkauf der Nürnberger Burggrafenburg an die Reichsstadt Nürnberg im Jahre 1427 endete das burggräfliche Kapitel in der Geschichte der Hohenzollern. Für ihre fränkischen Territorien bürgerte sich die Bezeichnung Markgraftum ein.
Die endgültige Trennung in zwei selbstständige Territorien fand 1486 nach dem Tod von Albrecht Achilles statt. Entsprechend der 1473 von ihm erlassenen Dispositio Achillea wurde das hohenzollernsche Herrschaftsgebiet in Franken unter seine beiden jüngeren Söhne aufgeteilt. Die Zuweisung der beiden Landesteile wurde durch das Los entschieden. Dabei fiel Siegmund der obergebirgische Landesteil, das spätere Fürstentum Kulmbach zu. Sein Bruder Friedrich erhielt mit dem untergebirgischen Land das spätere Fürstentum Ansbach.

### Neuzeit und Ende
Markgraf Albrecht Alcibiades verlegte 1542 den Regierungssitz von der (ab 1530 zur Festung ausgebauten) Kulmbacher Plassenburg nach Bayreuth. Ab 1604 wurde das Land Fürstentum Bayreuth genannt. Erst im Jahr 1700 wurde unter dem Markgrafen Christian Ernst der Gregorianische Kalender eingeführt.

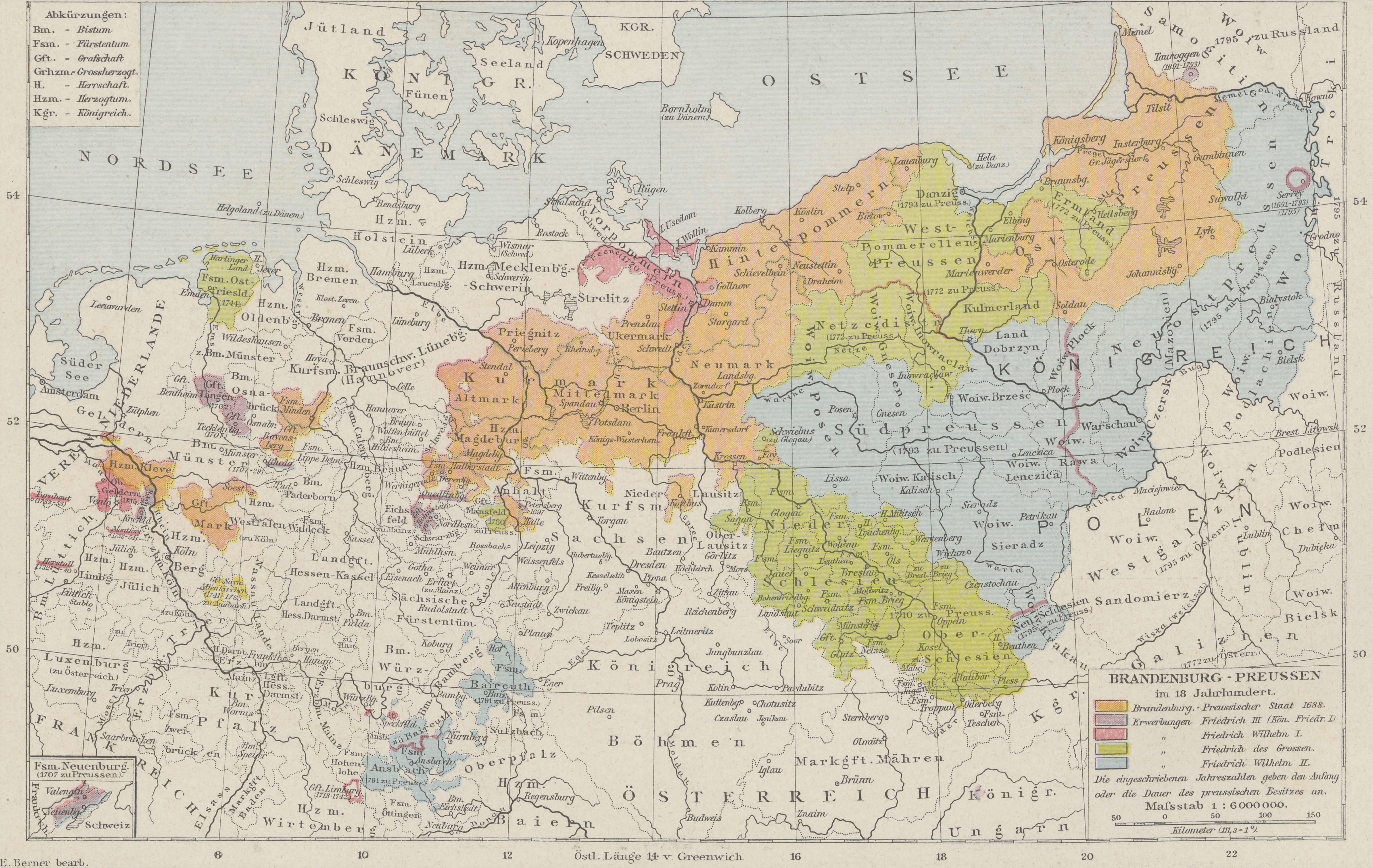
Brandenburg-Bayreuth bei Preußen

Obwohl das Fürstentum Kulmbach-Bayreuth mehrmals in Personalunion mit dem Fürstentum Ansbach regiert wurde (1495–1515, 1557–1603 und 1769–1791), blieb es bis zum Ende des Heiligen Römischen Reiches ein staatsrechtlich eigenständiges Territorium. Markgraf Christian Friedrich Karl Alexander trat am 16. Januar 1791 in einem Geheimvertrag seine Fürstentümer Ansbach-Bayreuth für eine lebenslange jährliche Leibrente von 300.000 Gulden an den preußischen Staat ab. Karl August von Hardenberg verwaltete die Fürstentümer zunächst gemeinsam. Während des Vierten Koalitionskrieges wurde das Fürstentum Bayreuth im Herbst 1806 von französischen Truppen besetzt. Nach der vernichtenden Niederlage musste Preußen das fränkische Territorium 1807 im Frieden von Tilsit an das französische Kaiserreich abtreten. Unter Beibehaltung der preußischen Verwaltungsstrukturen wurde es zunächst einer französischen Militärverwaltung unterstellt. Kaiser Napoleon betrachtete das Fürstentum dabei aber lediglich als pays reservé, also ein Gebiet, das er sich für zukünftige Tauschhandlungen in Reserve hielt. 1808 bot er es auf dem Erfurter Fürstenkongress dem Königreich Bayern zum Preis von 25 Millionen, später für 15 Millionen Francs an. Zunächst zögernd, zahlte das Königreich 1810 die geforderte Summe. Mit der Inbesitznahme durch Bayern am 30. Juni desselben Jahres endete die Existenz des Fürstentums Bayreuth.

## Die Markgrafen von Brandenburg-Kulmbach
| Markgraf                           | von        | bis  | Anmerkungen | Bild |
| ---------------------------------- | ---------- | ---- | --- | ---- |
| Johann                             | 1398       | 1420 | Johann war der ältere Sohn des Burggrafen Friedrich V. von Nürnberg, der 1398 die Burggrafschaft in ein ober- und ein untergebürgisches Fürstentum unter seinen Söhnen aufteilte. Johann wählte als Ort seiner Residenz die Plassenburg in Kulmbach. |      |
| Friedrich I.                       | 1420       | 1440 | Friedrich I. war der jüngere Bruder von Johann III. Er zählte noch zu den Burggrafen von Nürnberg. Nach der Teilung erhielt er von seinem Vater, dem Burggrafen Friedrich V. von Nürnberg, 1398 das untergebürgische Fürstentum Ansbach und nach dem Tod seines Bruders auch das obergebürgische Fürstentum Kulmbach. 1415 wurde ihm auch die Würde des Kurfürsten von Brandenburg verliehen. |      |
| Johann der Alchemist               | 1440       | 1457 | Johann der Alchemist war der älteste Sohn Friedrichs I. von Brandenburg. Er hatte keine männlichen Nachkommen und entsagte 1457 der Regierung. |      |
| Albrecht Achilles                  | 1457       | 1486 | Albrecht Achilles übernahm als Markgraf von Ansbach (seit 1440) nach der Abdankung seines Bruders Johanns des Alchemisten auch das Fürstentum Kulmbach. Als sein ältester Bruder Friedrich der Eiserne 1470 als Kurfürst von Brandenburg abdankte, folgte er ihm nach und vereinte damit den gesamten Besitz der Hohenzollern in einer Hand. |      |
| Siegmund                           | 1486       | 1495 | Siegmund war der jüngste Sohn des Albrecht Achilles. Er starb unverheiratet und ohne Nachkommen. |      |
| Friedrich II.                      | 1495       | 1515 | Friedrich II. war der zweite Sohn des Albrecht Achilles. Er hatte 1486 das Fürstentum Ansbach erhalten und übernahm nach dem Tod seines Bruders Siegmund auch das Fürstentum Kulmbach. Wegen seines verschwenderischen Lebensstils wurde er 1515 von seinen Söhnen abgesetzt und 13 Jahre lang auf der Plassenburg gefangen gehalten. |      |
| Kasimir                            | 1515       | 1527 | Kasimir war der älteste Sohn von Friedrich II. Er entmachtete seinen Vater 1515. In Vertretung seines Bruders Georgs des Frommen regierte er auch über das Fürstentum Ansbach. |      |
| Georg der Fromme                   | 1527       | 1541 | Georg war ein Sohn Friedrichs II. Zusammen mit seinem Bruder Kasimir entmachtete er im Jahr 1515 den Vater. Er übernahm das Fürstentum Ansbach, ließ es aber in seiner Abwesenheit von seinem Bruder verwalten. Als dieser starb, übernahm er für dessen minderjährigen Sohn Albrecht Alcibiades bis zur Volljährigkeit die Regierungsgeschäfte des Fürstentums Kulmbach. Ob Georg jemals Bayreuth besuchte, ist nicht bekannt. Er sympathisierte früh mit der Lehre Martin Luthers, den er persönlich in Wittenberg traf, und mit dem er bis an sein Lebensende im Briefwechsel stand. Schon 1529 gehörte er zu den Fürsten, die sich auf dem Reichstag zu Speyer zur Lehre Luthers bekannten. Die von ihm und den Nürnbergern verfassten Schwabacher Artikel aus dem Jahr 1528 bildeten die Grundlage für die Reformation in seinen Ländern. |      |
| Albrecht Alcibiades                | 1527/ 1541 | 1554 | Bis zu seiner Volljährigkeit verwaltete Albrechts Onkel Georg das Fürstentum Kulmbach. Albrecht trug zu Lebzeiten den Beinamen „Bellator“, der Krieger. Im Schmalkaldischen Krieg (1546/47) wechselte er mehrmals die Fronten, weshalb er den Beinamen Alcibiades erhielt. Im Zweiten Markgrafenkrieg kämpfte er gegen seine Nachbarn, darunter das Hochstift Bamberg und das Hochstift Würzburg, um eine Vormachtstellung in Franken. Er hatte das ehrgeizige Ziel, ein Herzogtum Franken unter der Herrschaft der Hohenzollern zu errichten. 1553 machte das sogenannte bundesständische Heer dem streitbaren Markgrafen ein Ende. Er wurde geächtet und floh zur Familie seiner Schwester, wo er bis zu seinem Tod blieb. |      |
|                                    | 1554       | 1557 | Der Reichsacht über Albrecht Alcibiades folgte ein Interregnum. |      |
| Georg Friedrich der Ältere         | 1557       | 1603 | Als einziger Sohn von Georg dem Frommen war Georg Friedrich I. seit 1543 Markgraf von Ansbach und folgte 1557 Albrecht Alcibiades als Markgraf von Kulmbach nach. Für den zunehmend depressiven preußischen Herzog Albrecht Friedrich übernahm er 1577 als dessen nächster Verwandter die Vormundschaft. Georg Friedrich I. gelang eine Konsolidierung des Finanzwesens. Als vorbildlich empfundene fränkische Beamte wurden nach Preußen entsandt, um dort entsprechende Reformen umzusetzen. Mit Georg Friedrich I. starb die ältere Linie der fränkischen Hohenzollern aus. |      |
| Christian                          | 1603       | 1655 | Christian war ein Sohn des brandenburgischen Kurfürsten Johann Georg. Er gründete mit seiner Übernahme des Fürstentums Kulmbach die jüngere Linie der fränkischen Hohenzollern. Als neue Residenzstadt wählte er Bayreuth. |      |
| Christian Ernst                    | 1655       | 1712 | Christian Ernst, erstgeborener Sohn des bereits 1651 verstorbenen Erdmann August und Enkel Christians folgte in jungen Jahren als Markgraf nach. Er beschritt eine militärische Karriere und erlangte damit als einziger Bayreuther Markgraf Einfluss in der Reichspolitik. Seine Karriere trug ihn bis in den Rang eines kaiserlichen Generalfeldmarschalls. |      |
| Georg Wilhelm                      | 1712       | 1726 | Georg Wilhelm war der einzige Sohn von Christian Ernst. Als Erbprinz legte er nahe Bayreuth die Vorstadt St. Georgen am See an und gründete den mit ihr eng verbundenen Roten Adlerorden. Die Jagdschlösser Kaiserhammer und Thiergarten, die Eremitage und das Schloss Neustädtlein (heute Gemeinde Eckersdorf) wurden ebenfalls von ihm erbaut. Er blieb ohne männliche Nachkommen. Der Ort Wilhelmsdorf im heutigen Landkreis Neustadt/Aisch-Bad Windsheim ist nach ihm benannt, da sein Vater Christian-Ernst dort in den Resten eines kleinen verlassenen Weilers versuchte wie in Erlangen Hugenotten anzusiedeln. |      |
| Georg Friedrich Karl               | 1726       | 1735 | Georg Friedrich Karl war der älteste Sohn von Christian Heinrich und damit ein Urenkel Markgraf Christians. Der hochverschuldete Vater sollte ursprünglich im Schönberger Vertrag zugunsten von Preußen auf seine Erbansprüche verzichten. Die Regentschaft Georg Friedrich Karls war geprägt von seiner Sorge um religiöse Belange, er förderte außerdem schulische und soziale Einrichtungen. Er baute das ehemalige Kloster Himmelkron zum Schloss um. |      |
| Friedrich III.                     | 1735       | 1763 | Friedrich III. war Sohn Georg Friedrich Karls. Er galt als im Volk beliebter Markgraf, der sich um Wissenschaft und Kunst bemühte. Umfangreiche Bautätigkeiten führte er gemeinsam mit seiner Frau, der Markgräfin Wilhelmine, die Neubauten des Neuen Stadtschlosses, des Markgräflichen Opernhauses, des Felsengartens Sanspareil, des Schlosses Fantaisie sowie den Ausbau der Eremitage aus. Das Ehepaar hatte eine Tochter (Herzogin Elisabeth Friederike Sophie), deren Ehe scheiterte und kinderlos blieb, nachdem eine Tochter als Kleinkind gestorben war. Friedrich III. gründete 1742 in Bayreuth eine Universität und verlegte diese 1743 nach Erlangen. Die heutige Friedrich-Alexander-Universität Erlangen-Nürnberg verdankt ihm ihren ersten Namensteil.                                                                       |      |
| Friedrich Christian                | 1763       | 1769 | Friedrich Christian war ein Sohn des Christian Heinrich und damit ein Onkel von Friedrich III. Er reduzierte den Hofstaat drastisch und lebte eher zurückgezogen, was ihm den Ruf eines Sonderlings eintrug. Mit ihm starb die Linie, die Markgraf Christian gegründet hatte, aus. |      |
| Christian Friedrich Karl Alexander | 1769       | 1791 | Christian Friedrich Karl Alexander war ein Sohn des Ansbacher Markgrafen Karl Wilhelm Friedrich. Er war seit 1757 Markgraf von Ansbach. Erstmals nach 1603 kamen die beiden Fürstentümer Bayreuth und Ansbach wieder in einer Personalunion zusammen. Am 16. Januar 1791 trat der letzte Markgraf in einem Geheimvertrag seine Fürstentümer für eine lebenslange jährliche Leibrente von 300.000 Gulden an den preußischen Staat ab. Er heiratete in zweiter Ehe Elizabeth Craven und begab sich mit ihr als Privatmann nach England, wo er sich bis zu seinem Lebensabend der Pferdezucht widmete. |      |

## Geografie

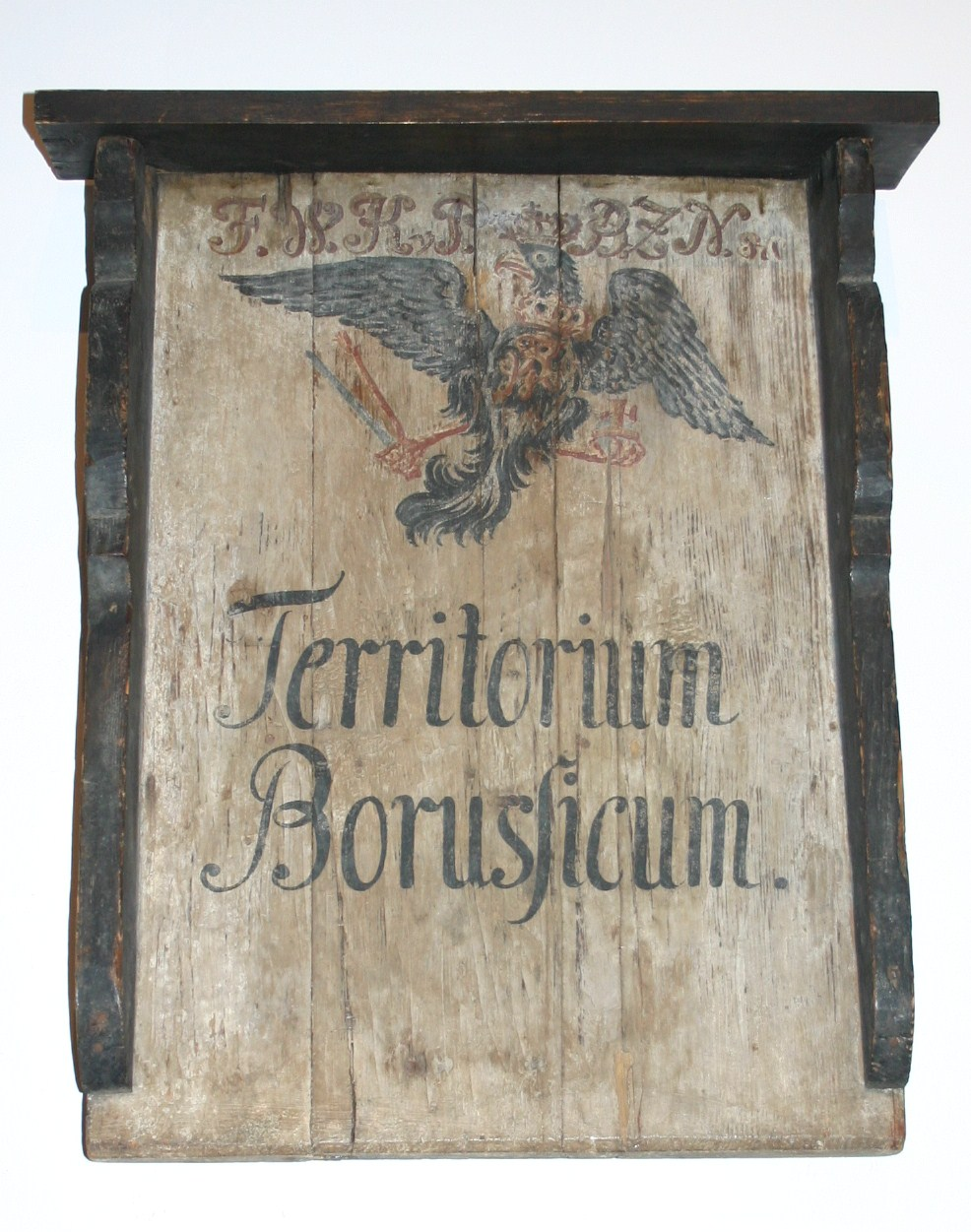
Ehemaliges Grenzschild des Fürstentums Brandenburg-Bayreuth

### Territorialer Bestand
Mit dem Regensburger Teilungsvertrag wurden 1541 einige untergebirgische Gebietsteile endgültig an das Fürstentum Kulmbach angegliedert. Diese bildeten seither das kleinere Unterland, während das bisherige Gebiet des Fürstentums im Gegensatz dazu als Oberland bezeichnet wurde. Der damit geschaffene territoriale Bestand des Gebietes änderte sich nur noch unwesentlich durch Bereinigungsvereinbarungen mit Anrainergebieten oder kleinere Erwerbungen.
Trotz kleinerer Erfolge (z. B. durch den Erwerb von Eschenau, das 1751 von Nürnberger Eigenherren dem Fürstentum Bayreuth verkauft wurde) gelang es nie, die beiden Landesteile mit einer Landbrücke zu verbinden. Eingeschobene Bamberger und Nürnberger Gebiete trennten das Fürstentum weiterhin in zwei Teile. Dies erwies sich als sehr nachteilig und führte teilweise auch zu einer unterschiedlichen Entwicklung der beiden Landesteile.
So konnte etwa der Adel des Bayreuther Unterlandes seine Reichsunmittelbarkeit bis zum Ende des 18. Jahrhunderts behaupten, während dies dem Adel des Oberlandes nicht gelang. Das oberländische Gebiet des Fürstentums war am Ende des 18. Jahrhunderts bereits in einer relativ kompakten und geschlossenen Form. Das Unterland hingegen war in sehr viele voneinander getrennte Gebietsteile aufgegliedert. Eine weitere Verkomplizierung des territorialen Bestandes im Unterland bildeten die verschiedenen Kondominate mit anderen Territorien.

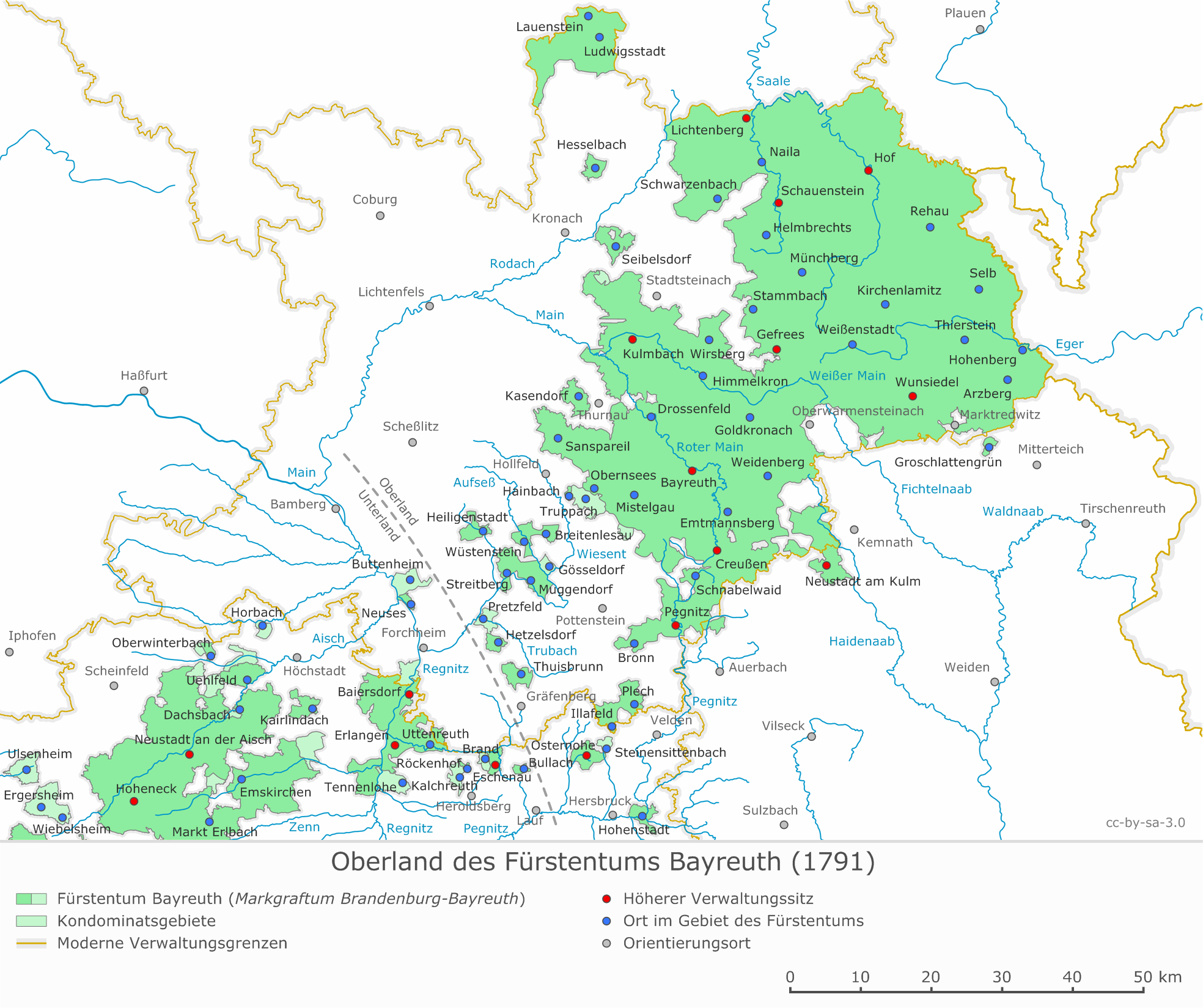
Oberland des Fürstentums Bayreuth (1791)

### Oberland
Das Oberland lag hauptsächlich im Gebiet des heutigen bayerischen Regierungsbezirks Oberfranken. Außerhalb von Oberfranken lagen vor allem wesentliche Teile des Oberamtes Neustadt am Kulm (im Gebiet der heutigen Oberpfalz) und des Oberamtes Osternohe (mit der Exklave Hohenstadt) im heutigen Mittelfranken. Zum Oberland gehörten u. a. das Fichtelgebirge, weite Teile des Frankenwaldes, sowie Teile des Muggendorfer Gebirges (der heutigen Fränkischen Schweiz).
Es war ein gebirgiges und waldreiches Gebiet, dessen wenig fruchtbare Bodenbeschaffenheit die Landwirtschaft nicht sonderlich begünstigte. Neben den weitläufigen Wäldern bestand der große Reichtum des Oberlandes aus seinen Bodenschätzen. Zahlreiche Erzvorkommen führten zur Anlage vieler Bergwerke, so z. B. im Frankenwald oder im südlichen Fichtelgebirge.
Am Beispiel eines Dorfes wird die Verwaltungsgeschichte des Oberlandes im Artikel Schweinsbach dargestellt.
Die obere administrative Ebene des Oberlandes bestand in der Mitte des 18. Jahrhunderts aus insgesamt elf Verwaltungsgebieten:
- Landeshauptmannschaft Hof
- Amtshauptmannschaft Bayreuth mit den Exklaven Streitberg und Hetzelsdorf sowie dem Vogteiamt Thuisbrunn
- Amtshauptmannschaft Kulmbach
- Amtshauptmannschaft Wunsiedel (das sogenannte Sechsämterland)
- Oberamt Creußen
- Oberamt Gefrees
- Oberamt Lichtenberg (1778 zur Landeshauptmannschaft Hof)
- Oberamt Neustadt am Kulm (1778 zur Amtshauptmannschaft Bayreuth)
- Oberamt Osternohe (1766 zum Oberamt Pegnitz)
- Oberamt Pegnitz
- Oberamt Schauenstein (nur von 1747 bis 1772 Oberamt, sonst zur Amtshauptmannschaft Kulmbach gehörend)
- Oberamt Stockenroth (1778 zur Landeshauptmannschaft Hof)

Zum Ende der Selbstständigkeit des Fürstentums gab es nur noch folgende sieben Verwaltungsgebiete im Oberland:

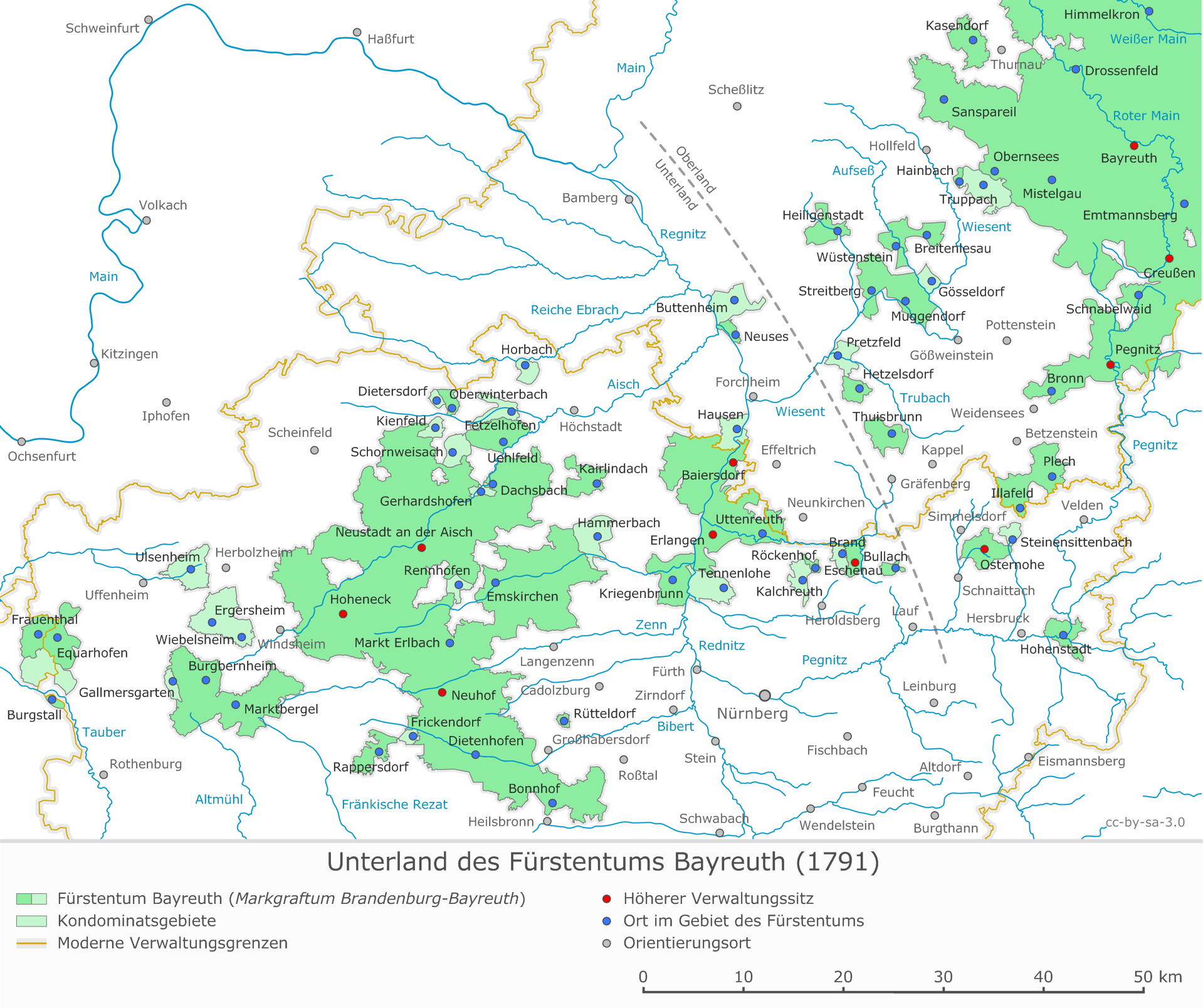
Unterland des Fürstentums Bayreuth (1791)

- Landeshauptmannschaft Hof
- Amtshauptmannschaft Bayreuth
- Amtshauptmannschaft Kulmbach
- Amtshauptmannschaft Wunsiedel
- Oberamt Creußen
- Oberamt Pegnitz
- Oberamt Gefrees

### Unterland
Das Unterland lag fast ausschließlich im Gebiet des heutigen bayerischen Regierungsbezirks Mittelfranken. Im Osten lagen lediglich die Exklave Neuses an der Regnitz und einige weitere kleinere Randgebiete im Regierungsbezirk Oberfranken. Im äußersten Westen reichte das Gebiet des Klosters Frauental in Hohenlohe teilweise bis in das heutige Baden-Württemberg.
Im Vergleich zu dem oberländischen Gebiet war das Unterland recht fruchtbar. Günstige Bodenverhältnisse erlaubten dort eine intensive Landwirtschaft, die der Bevölkerung einen gewissen Wohlstand sicherte.
Die obere administrative Ebene des Unterlandes bestand in der Mitte des 18. Jahrhunderts aus insgesamt sechs Verwaltungsgebieten:
- Landeshauptmannschaft Neustadt an der Aisch
- Amtshauptmannschaft Erlangen
- Oberamt Baiersdorf
- Oberamt Eschenau
- Oberamt Hoheneck
- Oberamt Neuhof

## Bildung
Bereits 1393 wurde in Kulmbach – noch bevor es Residenzstadt war – die Lateinschule (heute Markgraf-Georg-Friedrich-Gymnasium) gegründet, die damit zu den ältesten Schulen Deutschlands zählt (vgl. Liste der ältesten Schulen im deutschen Sprachraum). Aber auch die Markgrafen von Brandenburg-Bayreuth förderten frühzeitig die Bildung in ihrem Markgraftum. Im Jahre 1546 gründete Markgraf Albrecht Alcibiades in Hof ein Gymnasium. Aus der Schule ging das heutige Jean-Paul-Gymnasium hervor. Eine Universität wurde 1742 in der Residenzstadt Bayreuth ins Leben gerufen und im Folgejahr aufgrund von Problemen zwischen der Bürgerschaft und den Studenten nach Erlangen verlegt. Noch heute erinnert der Name der Universität – Friedrich-Alexander-Universität Erlangen-Nürnberg – an die beiden zollernschen Markgrafen Friedrich und Alexander.

## Bauwerke und Residenzen
Rege Bautätigkeiten fanden, wie auch in Nachbarterritorien (z. B. unter dem Würzburger Fürstbischof Friedrich Karl von Schönborn-Buchheim) im 18. Jahrhundert statt. Als charakteristisch gilt dabei der sogenannte Markgrafenstil, zu dessen wichtigsten Vertretern Johann David Steingruber (1702–1787) als Baumeister zahlreicher Kirchen zählt. Zu den repräsentativen Bauten des Fürstentums gehören in Bayreuth die Eremitage, das Opernhaus, das Neue Schloss samt Hofgarten und die vormals eigenständige Vorstadt St. Georgen am See, die in barocker Symmetrie von Georg Wilhelm planmäßig errichtet wurde. Im weiteren Umkreis ist das Jagdschloss Kaiserhammer von Bedeutung. Die Markgräfin Wilhelmine veranlasste auch die Errichtung des Felsengartens Sanspareil bei Wonsees. Architekten des Markgrafenpaares Friedrich III. und Wilhelmine waren Joseph Saint-Pierre und der junge Carl von Gontard.

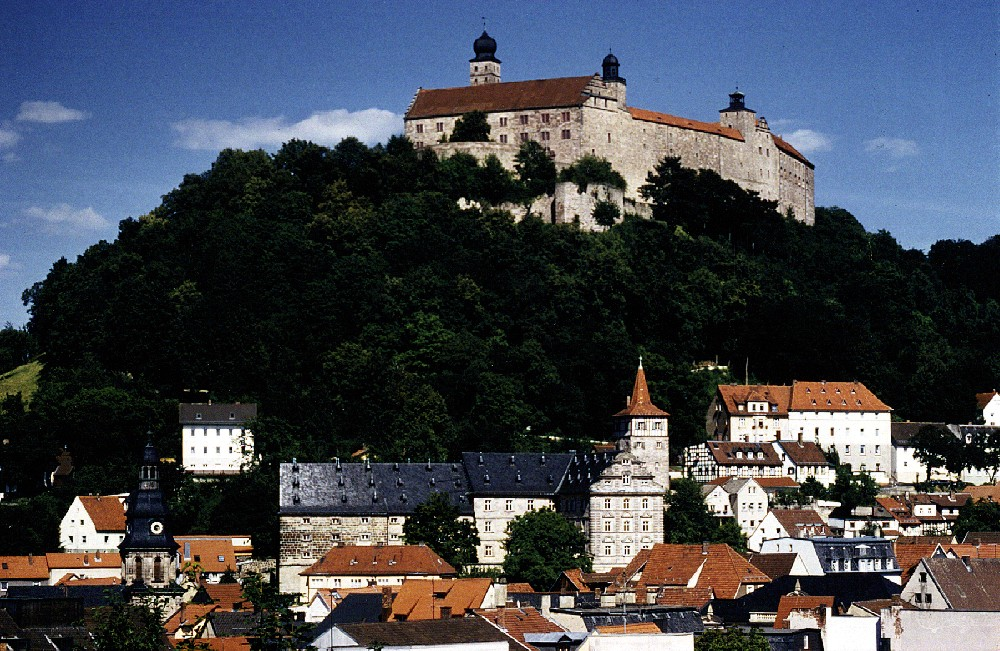
Plassenburg in Kulmbach, Ersterwähnung 1135, Residenz bis 1542/1603
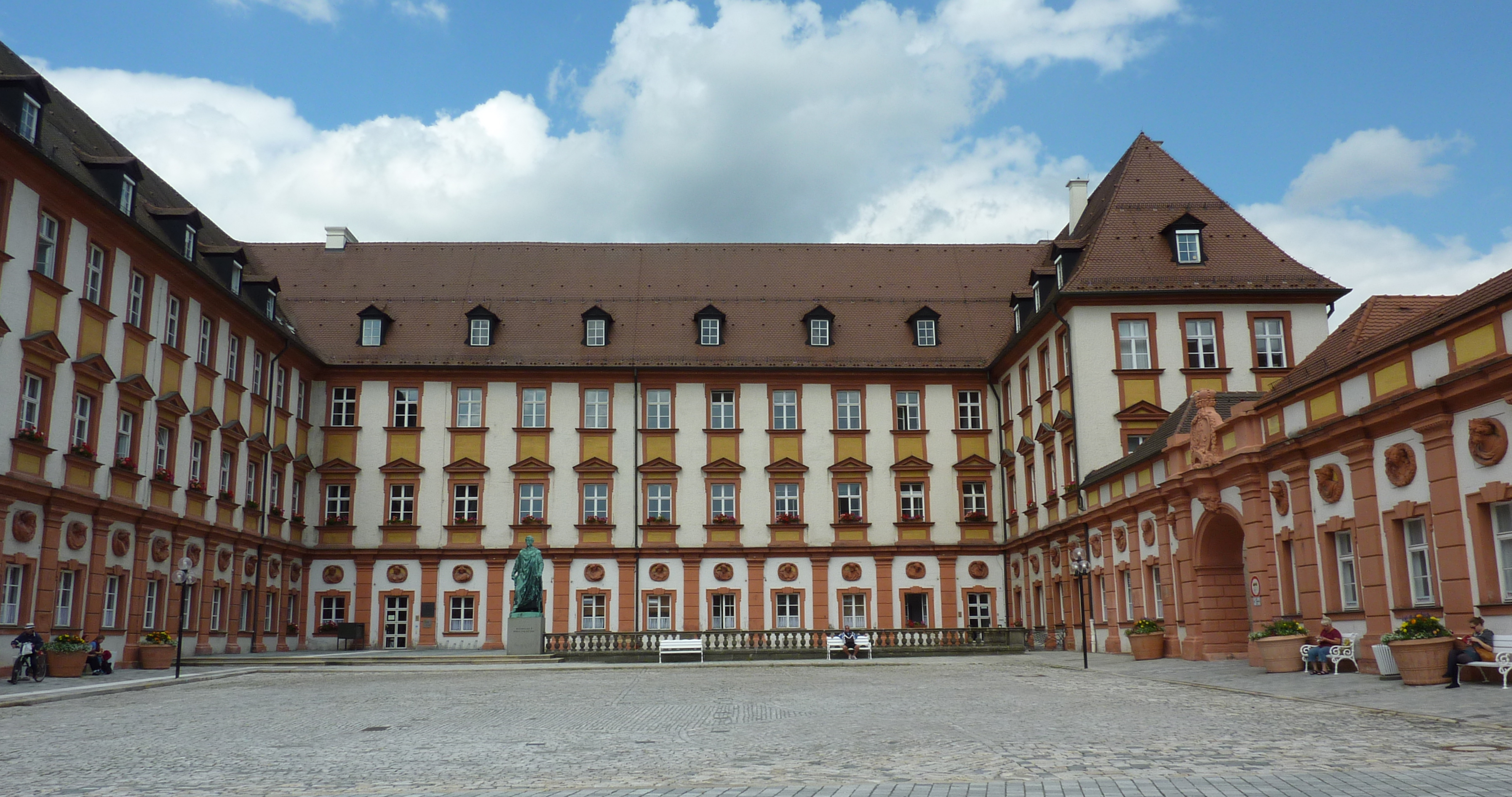
Altes Schloss in Bayreuth, erbaut 1455, Residenz von 1603 bis 1753
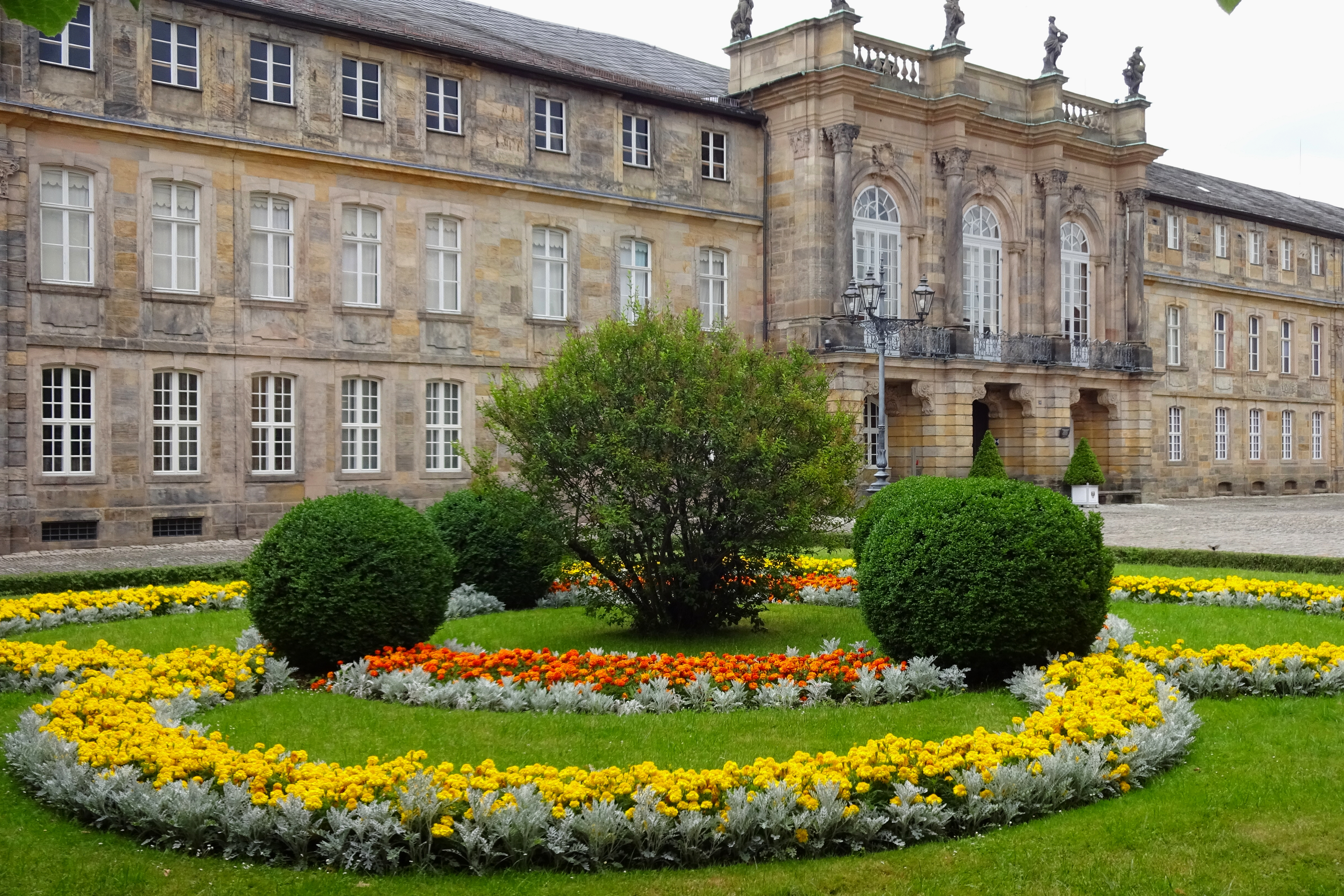
Neues Schloss in Bayreuth, erbaut ab 1753, Residenz bis 1791
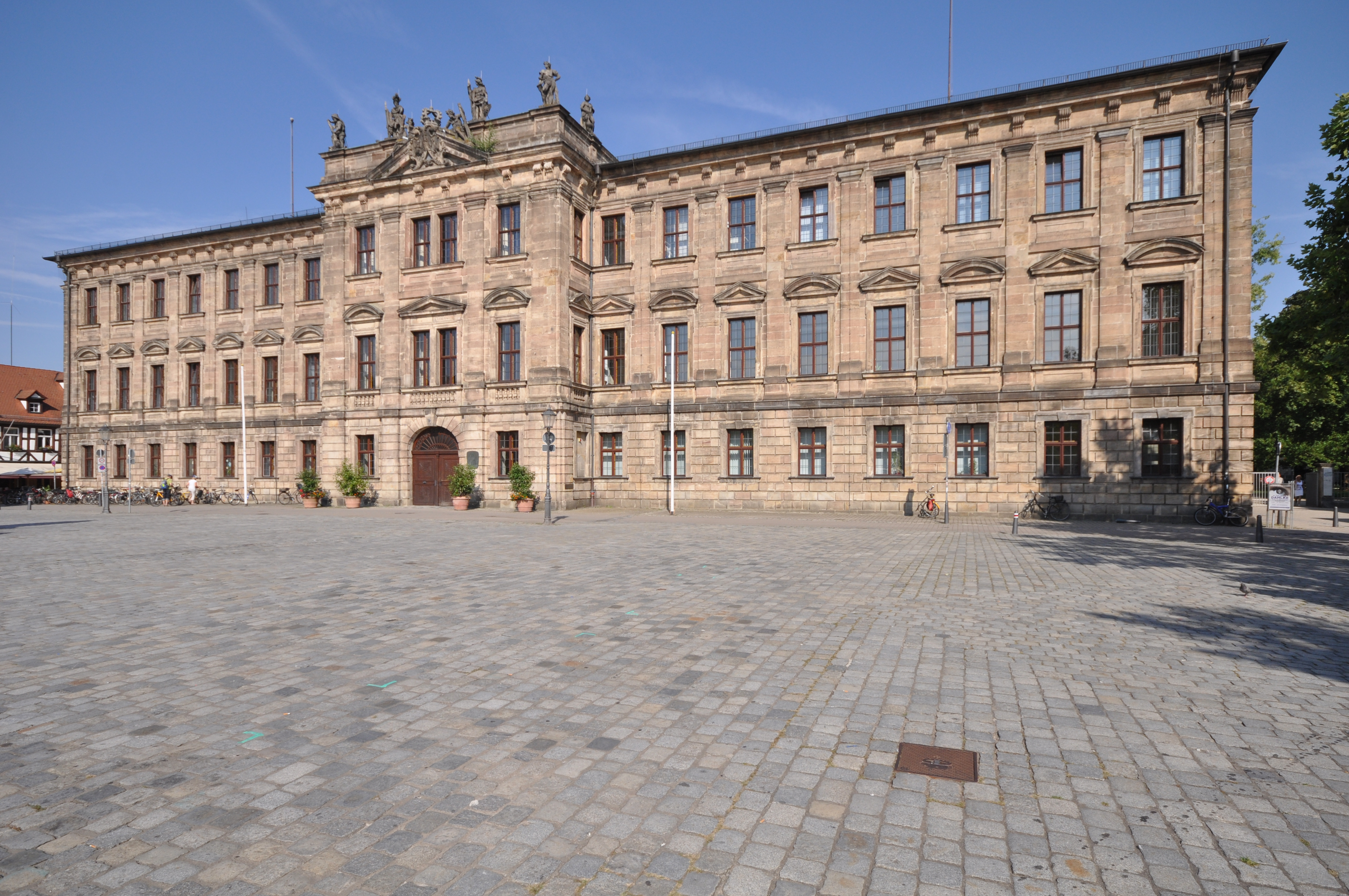
Markgräfliches Schloss in Erlangen, erbaut ab 1700

## Wirtschaft
Besondere wirtschaftliche Errungenschaften im 18. Jahrhundert sind die Einführung der Schafzucht in der Region oder die Errichtung der Ansbacher Fayencemanufaktur. Der letzte Markgraf Karl Alexander gründete 1780 die Hochfürstlich-Brandenburg-Anspach-Bayreuthische Hofbanco.
Als besonders verschwenderisch galt in der Frühzeit des Fürstentums Markgraf Friedrich II., der mit seiner reichen Verwandtschaft in Preußen und Polen Schritt halten wollte und damit zweien seiner Söhne den Anlass gab, ihn zu entmachten und gefangen zu setzen. Der Ansbacher Markgraf Karl Wilhelm Friedrich gab allein 10 % der Finanzmittel für seine ausschweifenden Jagdleidenschaften aus und hinterließ seinem Sohn, der das Bayreuther Fürstentum erbte, eine erdrückende Schuldenlast. Diese war sicher auch mit der Anlass zum Verkauf der Fürstentümer an Preußen.

## Kriege
- Hussitenkriege 1419–1434/39
- Bayerischer Krieg (1420–1422)
- Erster Markgrafenkrieg 1449–1450
- Bayerischer Krieg (1459–1463)
- Landshuter Erbfolgekrieg 1504/05
- Fränkischer Krieg 1523
- Deutscher Bauernkrieg 1525
- Zweiter Markgrafenkrieg 1552–1555
- Dreißigjähriger Krieg 1618–1648

## Warttürme

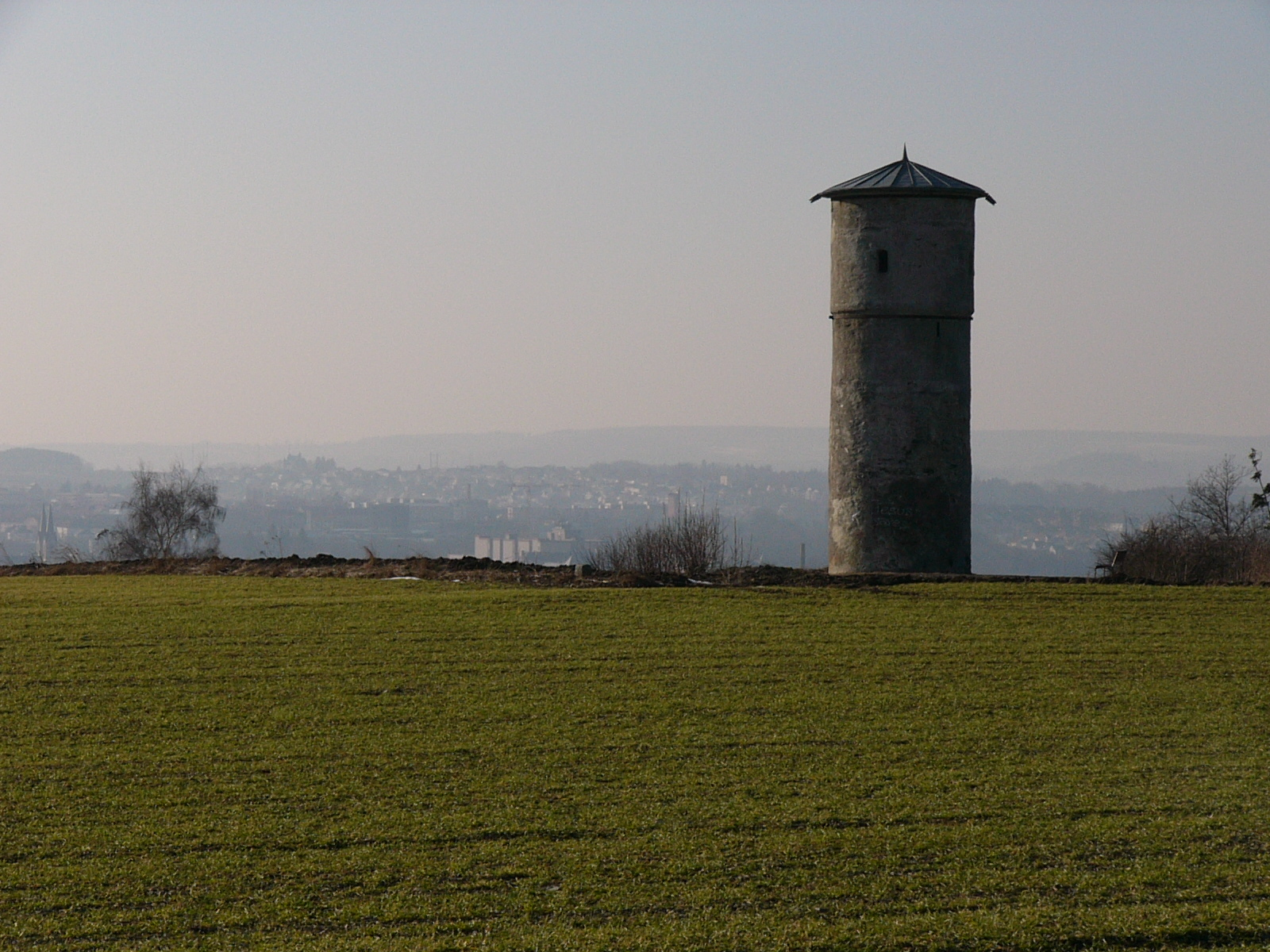
Hofer Wartturm

Zur Vorwarnung bei Angriffen gab es im Markgraftum ein ausgefeiltes Beobachtungs- und Signalisierungssystem mit Warttürmen. Solche Signalposten gab es unter anderem auf
- dem Katharinenberg bei Wunsiedel
- der Burg Thierstein bei Thierstein
- dem Weißenstein bei Stammbach
- der Plassenburg bei Kulmbach
- dem Wartberg bei Hof
- dem Rauhen Kulm bei Neustadt
- dem Schneeberg, das sogenannte Backöfele
- dem Sophienberg bei Bayreuth

Die Türme waren phasenweise ständig mit Wachen besetzt. Bei Gefahr wurde ein Feuer entzündet. So konnte der Alarm ohne Verzögerung dem nächsten Posten angezeigt werden. Ein frühes Alarmierungssystem wurde 1498 in einer Wartordnung beschrieben. Im Gebiet des Fürstentums deuten Ortsnamen auf weitere Warten und Warttürme hin, so die Hohe Warte bei Bad Berneck, der Wartberg bei Grafenreuth oder die Hohe Wart in Bayreuth.

## Wappen

Wappen von Weißenstadt/Ofr.

Das Wappen der Hohenzollern im Fürstentum Bayreuth war im Laufe der Jahrhunderte erheblichen Veränderungen unterworfen. Es setzte sich immer stärker aus verschiedenen Elementen zusammen, welche die umfangreicheren Ansprüche der Familie repräsentierten. Dabei nahmen die fränkischen Hohenzollern vermehrt auch die Ansprüche ihrer preußischen Verwandten in ihr Wappen auf.
Das Stammwappen der Hohenzollern bzw. der Grafschaft Zollern ist Silber und Schwarz geviert. Als gemehrtes Wappen erscheint es im Wechsel mit dem Wappenfeld, welches die Burggrafschaft Nürnberg symbolisiert: ein schwarzer doppelschwänziger Löwe auf goldenem Grund (Wappen der Grafen von Raabs). Der Löwe trägt eine rote Krone. Die hinzukommende Kurfürstenwürde durch die Mark Brandenburg brachte als weiteres Wappenbild den Brandenburger Adler, einen roten Adler auf silbernem Grund. Nach Bernhard Peter stieg die Anzahl der Wappenfelder bis 1769 auf 33. Darin wurden Ansprüche auf zuvor eigenständige Herzogtümer oder auch Bistümer abgebildet, die aber vorrangig von der Hauptlinie der Hohenzollern erhoben wurden. In der Heraldik stellt diese Endform ab 1769 einen Rekord dar.

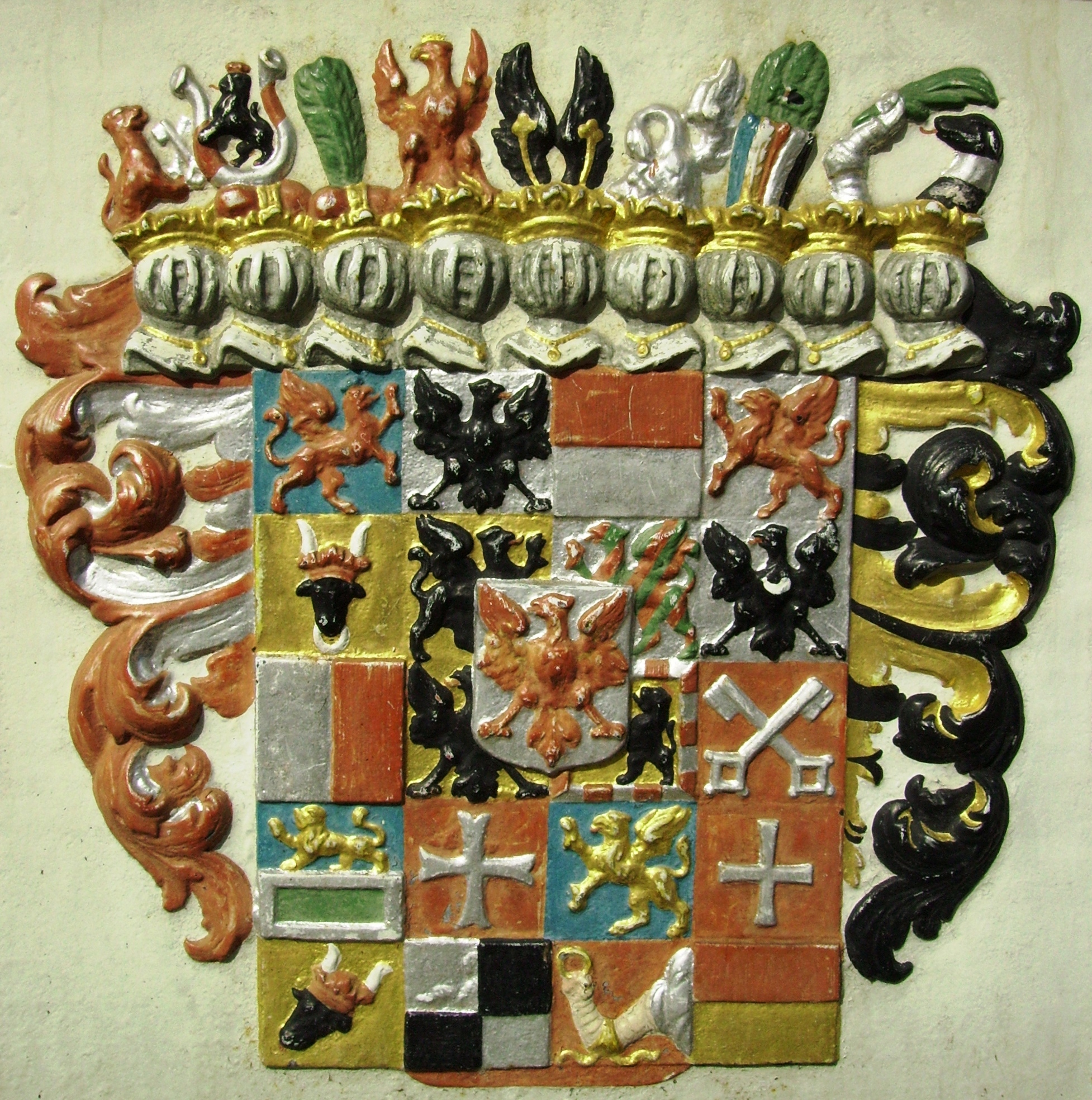
Wappen der Markgrafen von Ansbach und Bayreuth am Feuchtwanger Röhrenbrunnen
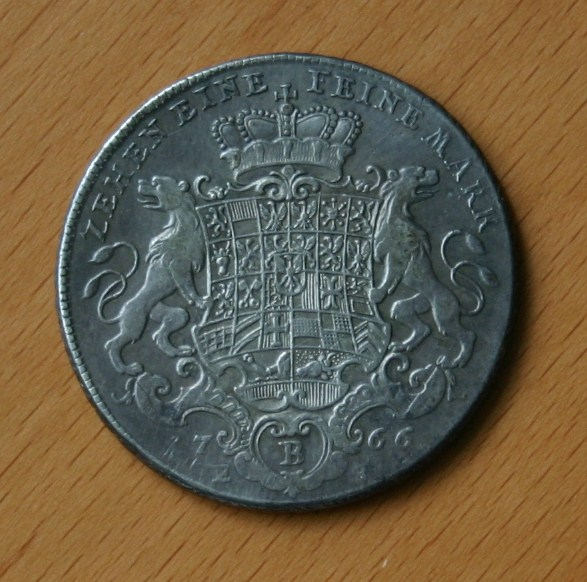
Konventionstaler von 1766 mit Wappenschild
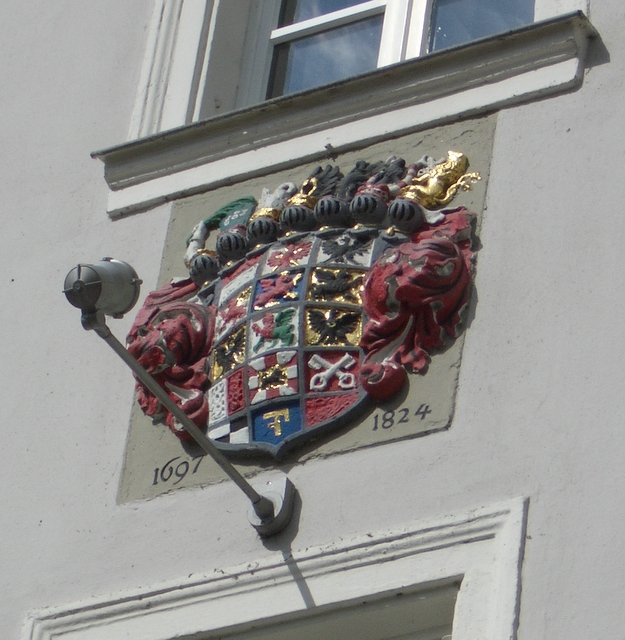
Markgräfliches Wappen in der Hofer Ludwigstraße
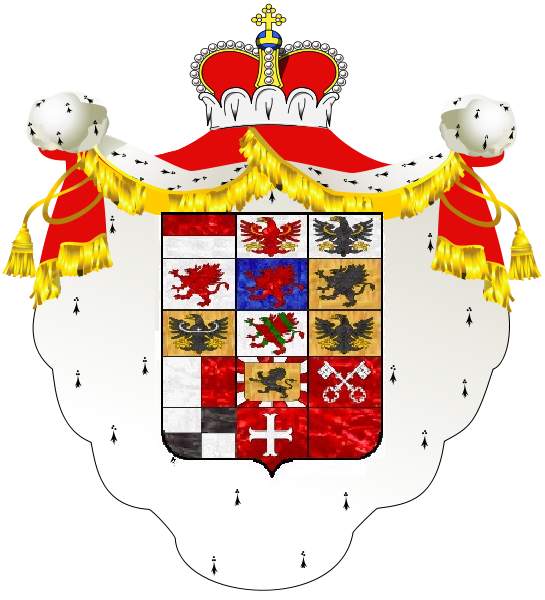
Wappen von Brandenburg-Bayreuth
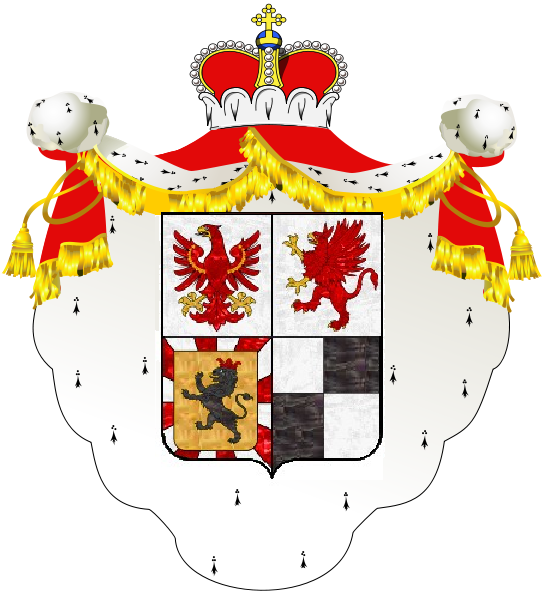
Wappen von Brandenburg-Ansbach

## Hexenverfolgung
Auch im protestantischen Fürstentum Bayreuth kam es zwischen 1558
und 1654 zu Hexenverfolgungen. Am 1. Februar 1560 wurde eine Agneß Brendlin „umb zauberey willen alhier verbrandt“, im Jahr 1591 starben im Bayreuthischen 22 Menschen als Hexen auf dem Scheiterhaufen.

## Weitere Personen
- Sophie Charlotte von Brandenburg-Bayreuth (1713–1747), durch Heirat Herzogin von Sachsen-Weimar und Sachsen-Eisenach